# Celinskij rajon
Il Celinskij rajon, in russo Целинский район?, è un rajon dell'Oblast' di Rostov, nella Russia europea. Istituito nel 1923, il capoluogo è Celina.